# Яблонув (Нижньосілезьке воєводство)
Яблонув (пол. Jabłonów) — село в Польщі, у гміні Хоцянув Польковицького повіту Нижньосілезького воєводства.
Населення — 98 осіб (2011).
У 1975-1998 роках село належало до Легницького воєводства.

## Демографія
Демографічна структура станом на 31 березня 2011 року:
|          | Загалом | Допрацездатний вік | Працездатний вік | Постпрацездатний вік |
| -------- | ------- | ------------------ | ---------------- | -------------------- |
| Чоловіки | 51      | 14                 | 34               | 3                    |
| Жінки    | 47      | 14                 | 26               | 7                    |
| Разом    | 98      | 28                 | 60               | 10                   |